# Douglas Faulkner
Douglas Faulkner (ur. 29 grudnia 1929 w Gibraltarze, zm. 13 lutego 2011 w Glasgow) – profesor konstrukcji okrętów i architektury morskiej.

## Działalność naukowa i zawodowa
Od 1941 uczeń Sutton High School – matura w Plymouth w 1946. Ukończył Royal Dockyard College w Greenwich w 1950 i kontynuował studia w Royal Engineering College w Mandadan. Od 1950 w Royal Naval College w Greenwich, gdzie otrzymał w 1954 dyplom I klasy w dziedzinie teorii inżynieryjnej. Pływał na okrętach marynarki wojennej w randze porucznika, jako konstruktor. Nadzorował remonty kadłubów okrętowych w stoczniach angielskich. Pracował w Biurze Projektowym Admiralicji Marynarki Wojennej – Dział Projektowania Lotniskowców. W latach 1957–1959 zatrudniony w Stoczni Marynarki Wojennej w Devonport, zaś w latach 1959–1963 w Ośrodku Badawczym Konstrukcji Okrętowych Marynarki Wojennej w Dunfermline jako samodzielny konstruktor modernizacji okrętów podwodnych i nadwodnych, konstrukcji kadłubów. W 1962 zaprojektował konstrukcje pierwszego brytyjskiego okrętu podwodnego z napędem atomowym HMS „Dreadnought” oraz przeprowadził próby morskie jego funkcjonowania w głębokim zanurzeniu.
W 1963 mianowany docentem (Assistant Professor) w Royal Naval College w Greenwich w dziedzinie konstrukcji kadłubów okrętowych. Od 1973 do 2000 był kierownikiem Oddziału Budowy Okrętów i Oceanotechniki na Wydziale Mechanicznym na University of Glasgow. W latach 1978–1981 pełnił funkcję dziekana Wydziału Mechanicznego University of Glasgow.
W 1966 został mianowany doradcą do spraw konstrukcji kadłubowych, zaś w latach 1971–1972 był głównym konstruktorem okrętów podwodnych w Biurze Projektowym Marynarki Wojennej w Bath. Był wykładowcą na Uniwersytecie Londyńskim. W latach 1968–1970 pełnił funkcję oficera łącznikowego w zakresie projektowania i badań konstrukcji okrętów wojennych w Ambasadzie Wielkiej Brytanii w Waszyngtonie w randze komandora. W latach 1970–1971 był na stypendium doktorskim w MIT (Massachusetts Institute of Technology) w USA, gdzie w 1976 uzyskał doktorat. W latach 1984–1988 był dyrektorem firmy consultingowej VERITEC w Wielkiej Brytanii. W 1995 przeszedł na emeryturę.
Konsultant rządu Norwegii do prac legislacyjnych nad stacjonowaniem dużych zakotwiczonych statków z wieżami wiertniczymi na wodach norweskich.
Był wybitnym specjalistą w dziedzinie konstrukcji okrętowych i oceanotechnicznych. Autor lub współautor ponad 100 publikacji, w tym 9 skryptów na temat mechaniki konstrukcji okrętowych i oceanotechnicznych oraz architektury morskiej. Prowadził badania naukowe nad problemami niezawodności oraz żywotności konstrukcji okrętowych i oceanotechnicznych. Twórca badań nad konstrukcją pierwszej w Europie półzanurzalnej platformy o kotwiczeniu pionowym dla firmy „Conoco”, a także kadłuba podwodnego statku ze zastosowaniem stopów tytanowych dla wydobywania manganu z głębokości oraz platformy półzanurzalnej do pracy we wszystkich strefach klimatycznych na Ziemi.
Autor metody oceny niezawodności, metody wyznaczania obciążeń konstrukcji morskich na sfalowanym morzu, podejścia systemowego do wytrzymałości i niezawodności konstrukcji oceanotechnicznych.
Od 1973 rozwijał współpracę Oddziału Budowy Okrętów i Oceanotechniki Uniwersytetu w Glasgow z Instytutem Okrętowym Politechniki Gdańskiej, zainicjowaną przez prof. Conn w latach sześćdziesiątych. Współpraca ta dotyczyła wymiany naukowej, wspólnych prac badawczych nad problemami osiadania dużych statków oraz podstaw projektowania nowych typów statków o małej sile pływania. Z jego inicjatywy Uniwersytet w Glasgow nadał w 1983 prof. Jerzemu Wojciechowi Doerfferowi tytuł doktora honoris causa oraz zainicjowano wspólne badania naukowe między tymi uczelniami i podpisano bilateralną umowę dotyczącą problemów projektowania statków, ekonomiki i bezpieczeństwa żeglugi. Współpraca ta była kontynuowana od 1984. Dzięki m.in. staraniom D. Faulknera uzyskano dla Instytutu Okrętowego PG pomoc w postaci sprzętu komputerowego i aparatury badawczej.
Należał do grona międzynarodowych ekspertów, był członkiem komisji międzynarodowych do spraw przyczyn wypadków na morzu, prawa morskiego międzynarodowego. Był profesorem wizytującym m.in. w USA, Danii, Włoszech, Portugalii, Norwegii Tajwanie, Korei, Chinach, Singapurze, Brazylii i Malezji.
Członek wielu organizacji i stowarzyszeń naukowych i przemysłowych: Society of Naval Architects and Marine Engineers w Nowym Yorku (od 1969), RINA – The Royal Institution of Naval Architects w Londynie (od 1971), Royal Academy of Engineering (od 1981).
Doktor honoris causa Politechniki Gdańskiej 1993.